# Bedum
Bedum (groninguès: Beem) és un municipi de la província de Groningen, al nord dels Països Baixos. L'1 de gener del 2009 tenia 10.428 habitants repartits sobre una superfície de 44,96 km² (dels quals 0,38 km² corresponen a aigua).

## Nuclis de població
- Bedum
- Ellerhuizen
- Koningslaagte
- Menkeweer
- Noordwolde
- Onderdendam
- Onderwierum
- Plattenburg
- Rodewolt
- Sint Annerhuisjes
- Ter Laan
- Westerdijkshorn
- Willemstreek
- Zuidwolde

## Administració
El consistori actual, després de les eleccions municipals de 2007, és dirigit pel conservador Wilte Evers. El consistori consta de 15 membres, compost per:
- Partit del Treball, (PvdA) 4 escons
- Crida Demòcrata Cristiana, (CDA) 4 escons
- ChristenUnie, 3 escons
- Gemeente Belangen, 3 escons
- Partit Popular per la Llibertat i la Democràcia, (VVD) 1 escons